# ストームレーベルズ
株式会社ストームレーベルズ（英: Storm Labels Inc.）は、日本のレコード会社。

## 概要

ジェイ・ストーム時代のロゴ

2001年に嵐のプライベートレーベルとして発足。レーベル名の「Storm」とは自然現象の「嵐」を意味する。
2006年に新CIを導入し、3月には内部レーベルとして、KAT-TUNのプライベートレーベル「J-One Records」（ジェイ・ワン・レコーズ）が立ち上げられた。
2007年の11月にHey! Say! JUMPが「Ultra Music Power」でCDデビュー。
2008年7月にTOKIOがユニバーサルミュージックから移籍することを発表。9月にシングル「雨傘/あきれるくらい 僕らは願おう」をリリース。
2014年には、関ジャニ∞（後のSUPER EIGHT）の自主レーベル「INFINITY RECORDS」（インフィニティ・レコーズ）が立ち上げられた。
所属アーティストの作品製作以外にも、ジャニーズ事務所に所属しているアーティストの作品を多く手がけ、テレビドラマ・映画のサウンドトラックCD、コンサートや舞台等の映像作品の製作、映画製作・配給、イベントの企画・プロデュースなどを行う。
2011年から2019年まで「嵐のワクワク学校」を主催・企画・制作。
2018年7月10日、ジャニーズ事務所含むグループ会社の業務効率化のため本社を東京都渋谷区渋谷から東京都港区赤坂に移転した。
2019年6月1日、株式会社ジャニーズ・エンタテイメントの事業終了に伴い、「Johnny's Entertainment Record」（ジャニーズ・エンタテイメント・レコード）レーベルとして引き継ぎ、発足。
2021年11月12日になにわ男子が「初心LOVE」でCDデビュー。
2023年10月17日、翌2024年1月1日をもって社名を「株式会社ジェイ・ストーム（英: J Storm Inc.）」 から「株式会社ストームレーベルズ」（英: Storm Labels Inc.）に変更することを公式サイトで発表した。
2024年1月1日、社名を「株式会社ストームレーベルズ」に変更した。

## レーベル
2024年1月1日の社名変更以降の規格品番は全てLCとなっている。

### Storm Labels
2001年11月12日に嵐のプライベート・レーベルとして発足されたレーベル。2006年以降のKAT-TUNのレコード・デビュー以降は主力レーベルとなり、後にHey! Say! JUMPやなにわ男子等の数々の多くのアーティストが在籍している。2023年までの規格品番はJA。

### INFINITY RECORDS
2014年8月25日に発足されたSUPER EIGHTの自主レーベル。2023年までの規格品番はJA。

### ELOV-Label
2019年5月31日をもってジャニーズ・エンタテイメントの事業終了に伴い当社が譲り受け、同年6月1日より発足。2023年までの規格品番はJE。
2024年1月1日より、レーベル名を「Johnny's Entertainment Record」から「ELOV-Label」に変更。

### JI Label
メジャーデビュー前のJr.のタイトル等を主にリリースするレーベル。2023年までの規格品番はJI。

## 所属アーティスト
※特記がない限り、初めてその当社の各傘下レーベルから発売された作品の発売年を所属年とする（※所属年は会社統合前のジャニーズ・エンタテイメント時代の物を含む。）。

### Storm Labels
- 嵐（2001年 - ）[注釈 3]
  - 二宮和也（2022年 - ）
- KAT-TUN（2006年 - 2025年）[注釈 4]
  - 亀梨和也（2019年 - ）[注釈 5]
  - 上田竜也（2024年 - ）
- Hey! Say! JUMP（2007年 - ）
  - Hey! Say! 7（2007年 - ）
    - 山田涼介（2013年 - ）

  - Hey! Say! BEST（2007年 - ）
- TOKIO（2008年 - 2025年）[注釈 6]
- なにわ男子（2021年 - ）

### INFINITY RECORDS
- SUPER EIGHT（2014年 - ）[注釈 7]
  - 渋谷すばる（2015年 - 2018年）
  - 横山裕（2025年 - ）
- KAMIGATA BOYZ（2024年 - ）

### ELOV-Label
- 少年隊（1997年 - ）
- DOMOTO（1997年 - ）[注釈 8]
  - 堂本剛（2002年 - ）
  - 堂本光一（2006年 - ）
- J-FRIENDS（1997年 - 2003年）
- NEWS（2004年 - ）
  - 山下智久（2006年 - 2011年）
  - テゴマス（2006年 - 2020年）
    - 増田貴久（2025年 - ）
- NYC（2010年 - 2013年）
  - 中山優馬（2012年 - 2025年）
- WEST.（2014年 - ）[注釈 9]

## 企画楽曲作品
- 木更津キャッツアイ 日本シリーズ オリジナル・サウンドトラック
- 真夜中の弥次さん喜多さん オリジナル・サウンドトラック
- 花より男子 オリジナル・サウンドトラック
- 木更津キャッツアイ feat. MCU - シーサイド・ばいばい
- Hey! Say! 7 - Hey! Say!
- LANDS - BANDAGE
- 堀田家BAND - サヨナラ☆ありがとう
- 地獄図(ヘルズ) - TOO YOUNG TO DIE！地獄の歌地獄
- 亀と山P - 背中越しのチャンス
- Twenty☆Twenty - smile

※所属アーティストのリリース作品は除く。

## イベント
- 嵐のワクワク学校（2011年 - 2020年／主催・企画・制作）

## 映像作品

### テレビ番組
- 男子ごはん（テレビ東京）
- シンドラ（日本テレビ）
- ドラマホリック!（テレビ東京）
- RIDE ON TIME（フジテレビ）
- オシドラサタデー（テレビ朝日）

### ミュージックビデオ・LIVE Blu-ray/DVD等
- NEWSニッポン0304 - NEWS
- Johnny's Starship Countdown 2003-2004 - Various Artists
- SUMMARY of Johnnys World - NEWS・KAT-TUN
- KAT-TUN Live 海賊帆 - KAT-TUN
- DREAM BOYS - KAT-TUN・関ジャニ∞
- 殺せんせーションズ - せんせーションズ
- さよならセンセーション - せんせーションズ
- 素顔4 - ジャニーズJr.
- MUSIC STATION × ジャニーズJr. スペシャルLIVE - ジャニーズJr.
- Johnny's Festival ~Thank you 2021 Hello 2022~ - Various Artists

### 舞台
- Cat in the Red Boots - 生田斗真
- JAILBREAKERS - 松岡昌宏
- テンセイクンプー ～転世薫風～ - 大野智
- いのうえ歌舞伎☆號『IZO』 - 森田剛
- 昭和島ウォーカー - 井ノ原快彦
- フライパンと拳銃 - 長野博
- 君と見る千の夢 -  相葉雅紀
- SHINKANSEN☆RX「Vamp! Bamboo! Burn!～ヴァン！バン！バーン！～」 - 生田斗真、神山智洋（ジャニーズWEST）
- 滝沢歌舞伎ZERO - ジャニーズJr.

## Storm Labels Movie
Storm Labelsの製作による映画。これらのサウンドトラックCDや、メイキング映像を収録した作品を発売する場合もある。出資も含む。

### 嵐
- ピカ☆ンチ LIFE IS HARDだけどHAPPY（2002年）- 嵐主演
- 青の炎（2003年）- 二宮和也主演
- ピカ☆☆ンチ LIFE IS HARDだからHAPPY（2004年）- 嵐主演
- 僕は妹に恋をする（2006年、ショウゲート・小学館・日本テレビ・ズームエンタープライズと共同制作）- 松本潤主演
- ハチミツとクローバー（2006年）- 櫻井翔主演
- 黄色い涙（2007年）- 嵐主演
- 花より男子F（2008年、TBS・集英社・東宝と共同制作）- 松本潤出演
- 隠し砦の三悪人 THE LAST PRINCESS（2008年、日本テレビ・東宝と共同制作）- 松本潤主演
- ヤッターマン（2009年）- 櫻井翔主演
- 大奥（2010年）- 二宮和也主演、大倉忠義（関ジャニ∞）
- 怪物くん（2011年）- 大野智主演、松岡昌宏、山口達也（TOKIO)
- GANTZ（2011年）-　二宮和也主演
- GANTZGANTZ PERFECT ANSWER（2011年）-　二宮和也主演
- 神様のカルテ（2011年）- 櫻井翔主演
- 陽だまりの彼女（2013年）- 松本潤主演
- プラチナデータ（2013年）- 二宮和也主演
- 謎解きはディナーのあとで（2013年）-　櫻井翔主演
- 神様のカルテ2（2014年）- 櫻井翔主演
- ピカ☆★☆ンチ LIFE IS HARD たぶんHAPPY（2014年）- 嵐主演
- MIRACLE デビクロくんの恋と魔法（2014年）-　相葉雅紀主演、生田斗真
- 母と暮せば（2015年）- 二宮和也主演
- 忍びの国（2017年）- 大野智主演、知念侑李（Hey!Say!JUMP）
- ナラタージュ（2017年）- 松本潤主演
- ラストレシピ〜麒麟の舌の記憶〜（2017年）- 二宮和也主演
- ラプラスの魔女（2018年） - 櫻井翔主演
- 浅田家（2020年）- 二宮和也主演
- 99.9-刑事専門弁護士-THE MOVIE（2021年）- 松本潤主演、道枝駿佑（なにわ男子）
- TANG タング（2022年）- 二宮和也主演、京本大我（SixTONES）
- “それ”がいる森（2022年）相葉雅紀主演
- 映画ネメシス 黄金螺旋の謎（2023年）- 櫻井翔主演、上田竜也（KAT-TUN）
- アナログ（2023年）- 二宮和也主演、藤原丈一郎（なにわ男子）

### V6
- COSMIC RESCUE（2003年） - Coming Century主演
- 木更津キャッツアイ 日本シリーズ（2003年）- 岡田准一主演、櫻井翔（嵐）
- 東京タワー（2005年）-　岡田准一、松本潤（嵐）
- フライ,ダディ,フライ（2005年）- 岡田准一主演
- ホールドアップダウン（2005年） - V6主演
- 花よりもなほ（2005年）-　岡田准一主演
- 親指さがし（2006年）- 三宅健主演
- 木更津キャッツアイ ワールドシリーズ（2006年）- 岡田准一主演、櫻井翔（嵐）
- 陰日向に咲く(2008年）-　岡田准一主演
- おと・な・り（2008年） - 岡田准一主演
- 人間失格（2010年）- 森田剛
- SP THE MOTION PICTURE（2010年） - 岡田准一主演
- 天地明察（2013年） - 岡田准一主演、 横山裕（関ジャニ∞）
- 図書館戦争（2013年） - 岡田准一主演
- 永遠の0（2013年） - 岡田准一主演、上田竜也（KAT-TUN）
- 蜩ノ記（2014年） - 岡田准一主演
- エヴェレスト 神々の山嶺（2016年） - 岡田准一主演、風間俊介
- ヒメアノ〜ル（2016年） - 森田剛主演
- 海賊とよばれた男（2016年） - 岡田准一主演
- 追憶（2017年） - 岡田准一主演
- 関ヶ原（2017年） - 岡田准一主演
- 散り椿（2018年） - 岡田准一主演
- 来る（2018年） - 岡田准一主演
- ザ・ファブル（2019年） - 岡田准一主演
- 461個のおべんとう（2020年） - 井ノ原快彦主演
- ザ・ファブル 殺さない殺し屋（2021年） - 岡田准一主演
- 燃えよ剣（2021年） - 岡田准一主演、山田涼介（Hey! Say! JUMP）
- ヘルドッグス（2022年） - 岡田准一主演

### TOKIO
- ファンタスティポ（2005年） - 国分太一・堂本剛（KinKi Kids）主演
- 真夜中の弥次さん喜多さん（2005年）- 長瀬智也
- しゃべれども しゃべれども（2007年）- 国分太一主演
- ヘブンズ・ドア（2009年） - 長瀬智也主演、二宮和也（嵐）
- だいじょうぶ3組（2013年）- 国分太一主演
- TOO YOUNG TO DIE! 若くして死ぬ（2016年）- 長瀬智也主演
- 空飛ぶタイヤ（2018年） - 長瀬智也主演

### KAT-TUN
- ごくせん THE MOVIE（2009年） - 亀梨和也、髙木雄也（Hey!Say!JUMP）、玉森裕太（Kis-My-Ft2）
- BANDAGE バンデイジ（2010年） - 赤西仁主演
- 妖怪人間ベム（2012年）- 亀梨和也主演
- 俺俺（2013年） - 亀梨和也主演
- ジョーカー・ゲーム（2015年）- 亀梨和也主演
- PとJK（2017年） - 亀梨和也主演
- 美しい星（2017年） - 亀梨和也
- 事故物件 恐い間取り（2020年）- 亀梨和也主演

### SUPER EIGHT（旧・関ジャニ∞）
- ちょんまげぷりん（2010年） - 錦戸亮主演
- エイトレンジャー（2012年）関ジャニ∞主演
- 県庁おもてなし課（2013年）- 錦戸亮主演
- 100回泣くこと（2013年） -大倉忠義主演
- 抱きしめたい -真実の物語-（2014年） - 錦戸亮主演
- エイトレンジャー2（2014年） - 関ジャニ∞主演
- クローバー（2014年） - 大倉忠義主演
- 味園ユニバース（2015年）-渋谷すばる主演
- 破門 ふたりのヤクビョーガミ（2017年） - 横山裕主演、濵田崇裕（ジャニーズWEST）
- 泥棒役者（2017年） - 丸山隆平主演
- 羊の木（2018年） - 錦戸亮主演
- 窮鼠はチーズの夢を見る（2020年） - 大倉忠義主演

### Hey!Say!JUMP
- 暗殺教室（2015年） - 山田涼介主演、二宮和也（嵐）
- ピンクとグレー（2016年）　- 中島裕翔主演、加藤シゲアキ（NEWS）カメオ出演・原作
- 暗殺教室 -卒業-（2016年）- 山田涼介主演、二宮和也（嵐）
- 僕らのごはんは明日で待ってる（2017年） - 中島裕翔主演
- ピーチガール（2017年） - 伊野尾慧主演
- ナミヤ雑貨店の奇蹟（2017年） - 山田涼介主演
- 鋼の錬金術師（2017年） - 山田涼介主演
- 坂道のアポロン（2018年） - 知念侑李主演、松村北斗（SixTONES）
- 記憶屋（2020年） - 山田涼介主演

### Sexy Zone
- 心が叫びたがってるんだ。（2017年） - 中島健人主演
- 未成年だけどコドモじゃない（2017年） - 中島健人主演、知念侑李（Hey!Say!JUMP）
- ニセコイ（2018年） - 中島健人主演、岸優太（King & Prince）
- ブラック校則（2019年） - 佐藤勝利主演、髙橋海人（King & Prince）

### Kis-My-Ft2
- トラさん〜僕が猫になったワケ〜（2019年） - 北山宏光主演
- パラレルワールド・ラブストーリー（2019年） - 玉森裕太主演
- そして僕は途方に暮れる（2022年） - 藤ヶ谷太輔主演

### A.B.C-Z
- オレたち応援屋!!（2020年） - A.B.C-Z主演

### Snow Man
- ハニーレモンソーダ（2021年） - ラウール主演
- おそ松さん（2022年） - Snow Man主演
- モエカレはオレンジ色（2022年） - 岩本照主演、浮所飛貴（美 少年）

### SixTONES
- ライアー×ライアー（2021年） - 松村北斗主演、七五三掛龍也（Travis Japan）
- キリエのうた（2023年） - 松村北斗

### 生田斗真
- 人間失格（2010年）
- シーサイドモーテル（2010年）
- ハナミズキ（2010年）
- 源氏物語 千年の謎（2011年）
- 僕等がいた 前篇（2012年）
- 僕等がいた 後篇（2012年）
- 脳男（2013年）
- 土竜の唄 潜入捜査官REIJI（2014年）
- 予告犯（2015年）
- グラスホッパー（2015年） - 山田涼介（Hey!Say!JUMP）
- 秘密 THE TOP SECRET（2016年）
- 土竜の唄 香港狂騒曲（2016年）
- 彼らが本気で編むときは、（2017年）
- 先生!、、、好きになってもいいですか?（2017年）
- 友罪（2018年）
- 土竜の唄 FINAL（2021年）
- 湯道（2023年）
- 渇水（2023年）

### 山下智久
- 映画 クロサギ（2008年）
- あしたのジョー（2011年）
- 劇場版 コード・ブルー -ドクターヘリ緊急救命-（2018年）- 有岡大貴（Hey!Say!JUMP）

### 木村拓哉
- 無限の住人（2017年）
- 検察側の罪人（2018年）- 二宮和也（嵐）
- マスカレード・ホテル（2019年）
- マスカレード・ナイト（2021年）
- レジェンド&バタフライ（2023年）

### その他
- 銀幕版 スシ王子! 〜ニューヨークへ行く〜（2008年）- 堂本光一（KinKi Kids）主演、中丸雄一（KAT-TUN）
- 猫なんかよんでもこない。（2016年）- 風間俊介主演
- こどもつかい（2017年） - 滝沢秀明（タッキー&翼）主演、有岡大貴（Hey! Say! JUMP）
- プリンシパル～恋する私はヒロインですか?～（2018年） - 小瀧望（ジャニーズWEST）主演
- 胸が鳴るのは君のせい（2021年） - 浮所飛貴（美 少年）主演、城島茂（TOKIO）